# Pulau Togean
Pulau Togean är en ö i Indonesien.   Den ligger i provinsen Sulawesi Tengah, i den norra delen av landet, 1 800 km öster om huvudstaden Jakarta. Arean är 180 kvadratkilometer.
Terrängen på Pulau Togean är lite kuperad. Öns högsta punkt är 516 meter över havet. Den sträcker sig 12,9 kilometer i nord-sydlig riktning, och 23,3 kilometer i öst-västlig riktning.  I omgivningarna runt Pulau Togean växer i huvudsak städsegrön lövskog.